# وزارة البناء والإسكان (إسرائيل)
وزارة البناء والإسكان (بالعبرية: מִשְׂרַד הַבִּנּוּי) هو محفظة في مجلس الوزراء الإسرائيلي. وزارة أنشئت في عام 1961. حتى عام 1977 كان يعرف باسم وزارة الإسكان ، 1977-2014 باسم وزارة البناء والإسكان (بالعبرية: מִשְׂרַד הַבִּנּוּי וְהַשִׁכּוּן). البناء كما كانت سابقا جزء من العمل والبناء الوزارة خلال الحكومة المؤقتة بين عامي 1948 و 1949.
كان هناك نائب وزير في عدة مناسبات.
منذ عام 1967 ، وزارة الإسكان (كما كانت تعرف آنذاك) تولى أهمية سياسية في سياق علاقات إسرائيل مع الفلسطينيين ، لأن هذه الوزارة هي المسؤولة عن مشاريع البناء في إثارة للجدل المستوطنات الإسرائيلية في الضفة الغربية وفي القدس الشرقية. إن الهوية السياسية من الوزير المكلف حاليا و القرارات الوزارية على مثل هذا البناء ، يمكن أن تؤثر على مجمل سياسة الحكومة.

## قائمة الوزراء

### نائب الوزراء
| # | وزير           | الطرف                    | الحكومات | مصطلح تبدأ                   | مصطلح نهاية                   |
| - | -------------- | ------------------------ | -------- | ---------------------------- | ----------------------------- |
| 1 | موشيه كاتساف   | الليكود                  | 20       | 10 تشرين الأول / أكتوبر 1983 | 13 أيلول / سبتمبر 1984        |
| 2 | أبراهام رافيتز | ديغيل هاتوراه            | 24       | 25 حزيران / يونيه 1990       | 13 تموز / يوليه 1992          |
| 3 | أرييه جمليئيل  | شاس                      | 25       | 29 تموز / يوليه 1992         | 9 أيلول / سبتمبر 1993         |
| 4 | ران كوهين      | ميريتس                   | 25       | 4 آب / أغسطس 1992            | 31 كانون الأول / ديسمبر 1992  |
| 5 | ايلي بن-مناحيم | حزب العمل                | 25, 26   | 8 نيسان / أبريل 1993         | 18 حزيران / يونيه 1996        |
| 6 | أليكس جولدفارب | يود , التنفيد            | 25, 26   | 2 كانون الثاني / يناير 1995  | 18 حزيران / يونيه 1996        |
| 7 | مئير بوروش     | المتحدة التوراة اليهودية | 27       | 24 حزيران / يونيه 1996       | 6 تموز / يوليه 1999           |
| – | مئير بوروش     | المتحدة التوراة اليهودية | 29       | 4 حزيران / يونيه 2001        | 28 شباط / فبراير 2003         |
| – | ايلي بن-مناحيم | حزب العمل                | 30       | 11 كانون الثاني / يناير 2005 | 23 تشرين الثاني / نوفمبر 2005 |
| 8 | جاكي ليفي      | الليكود                  | 34       | 14 حزيران / يونيه 2015       | 18 تشرين الثاني / نوفمبر 2018 |

## وصلات خارجية
- وزارة البناء والإسكان
- جميع الوزراء في وزارة البناء والإسكان الكنيست الموقع